# Милан Јуришић
Милан Јуришић Јуре (Београд, 24. јул 1974 — Мадрид, 2009) био један од завереника у атентату на премијера Србије Зорана Ђинђића.
Означен је као припадник криминалног Земунског клана.
За учествовање у убиству Зорана Ђинђића, пресудом Окружног суда у Београду, осуђен је, по три основе, на 30 година затвора.
Дана 18. јануара 2008, Јуришић је осуђен на 34 године затвора за учествовање у убиствима, отмицама и терористичким делима.
Након изрицања казне, Јуришић је побегао из земље и склонио се у Шпанију, где га је, у Мадриду, по сведочењу Сретка Калинића, убио Лука Бојовић, 5. или 6. марта 2009. године. Калинић и Владимир Милисављевић су затим помогли Бојовићу да се реше тела жртве комадањем и бацањем у канализацију и у реку Манзанарес. И поред тог Калинићевог сведочења, шпански суд је осудио само Милисављевића за учешће у убиству.